# Broicher Siedlung
Die Broicher Siedlung ist ein südlicher Stadtteil von Alsdorf in der Städteregion Aachen nahe der Kommunalgrenze zu Würselen. Im Norden grenzt der Alsdorfer Stadtteil Mariadorf an die Broicher Siedlung. Die Siedlung verfügt über einen Sportplatz, einen Kindergarten und eine Gemeinschaftsgrundschule sowie eine Mehrzweckhalle. Die katholische Kirche heißt St. Barbara und bietet neben dem Gotteshaus im Pfarrheim Platz für Treffen.
Im Nordwesten grenzt die Siedlung unmittelbar an das Naherholungsgebiet „Broicher Weiher“, von wo auf Waldwegen der  Tierpark Alsdorfer Weiher erreichbar ist. Beides sind Teile des Naherholungsgebietes Broichbachtal und durch die Natur mit dem Rad oder zu Fuß erreichbar. Nordöstlich von der Broicher Siedlung vor Blumenrath liegt ein Landschaftsschutzgebiet.

## Geschichte

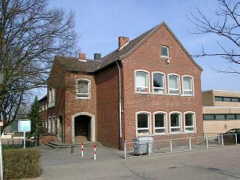
GGS Broicher Siedlung

1934 zogen die ersten Bergarbeiterfamilien in die als Ley-Siedlung (später „Broichweiden IV“) entlang der Blumenrather Straße errichtete Siedlung ein. Entwürfe für die Volksschule mit Vorplatz an der Grabenstraße und die angeschlossenen Gemeinschaftsgebäude, die jedoch nicht errichtet wurden, stammen von Architekturprofessor Otto Gruber, der zusammen mit Hans Mehrtens und René von Schöfer die Architekturfakultät der RWTH Aachen gezielt an Siedlungsplanungen in Alsdorf beteiligte, um dem nationalsozialistischen Staat die Nützlichkeit der Hochschule aufzuzeigen. Der Name 'Broicher Siedlung' ergab sich aus der Nähe zum südlich gelegenen Broichweidener Ortsteil Broich. Die Bewohner der Broicher Siedlung entschieden sich für eine Zugehörigkeit zur Stadt Alsdorf. Broichweiden nebst Broich wurden am 1. Januar 1972 nach Würselen eingemeindet, die Broicher Siedlung gemäß dem Wunsch der Bevölkerung nach Alsdorf umgegliedert. Postalisch war die Broicher Siedlung bis 1971 „Broichweiden 4“.
2014 wurde im Bereich vor der Grundschule ein neuer Dorfplatz angelegt, wo seit 2015 eine öffentliche Boule-Bahn vorhanden ist.

## Verkehr
Die nächsten Anschlussstellen sind Alsdorf und Broichweiden auf der A 44. Außerdem kann man für Fahrten Richtung Aachen die Auffahrtstelle an der L136 nutzen. Die nächsten Euregiobahnhaltestellen sind seit Dezember 2011 Alsdorf-Mariadorf und Alsdorf-Poststraße.
Neben dem Wohnort verläuft die Bundesstraße 1 (B1) von Aachen nach Berlin. Die nächsten Fernverkehrsbahnhöfe sind der Bahnhof Herzogenrath an der Strecke Aachen–Geilenkirchen–Mönchengladbach und Eschweiler Hauptbahnhof an der Strecke Aachen–Düren–Köln.
Die AVV-Buslinie 11 der ASEAG verbindet die Broicher Siedlung mit Hoengen, Mariadorf, Broichweiden und Aachen.
Seit dem 25. März 2024 verkehrt zudem der Nachtexpressbus N9.
| Linie | Verlauf |
| ----- | --- |
| 11    | Walheim Hasbach – Walheim – Nütheim – Schleckheim – Oberforstbach / Oberforstbach Gewerbegebiet – Lichtenbusch – Waldfriedhof – Burtscheid – Marienhospital – Aachen Hbf – Misereor – Elisenbrunnen – Aachen Bushof – Ludwig Forum – Talbot – Haaren – Würselen Kaninsberg – Weiden – Vorweiden – Linden-Neusen – (Broich –) Broicher Siedlung – Blumenrath – Montanstraße – Mariadorf – Hoengen |
| N9    | Nachtexpress: nur in den Nächten vor Samstagen sowie Sonn- und Feiertagen Elisenbrunnen – Aachen Bushof – (Liebigstr. → Haaren → / ← Alter Tivoli ← Scherberg ← Würselen ← Alsdorf) Weiden – Vorweiden – Linden-Neusen – Broicher Siedlung – Alsdorf-Mariadorf – Siedlung Ost – Alsdorf Annapark                                                                                                 |